# András Fáy

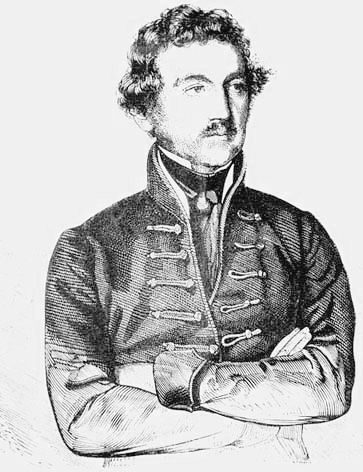
András Fáy.

András Fáy, född 30 maj 1786 i Kohány, död 26 juli 1864 i Pest, var en ungersk författare och reformivrare. 
Fáy skrev lyriska dikter, fabler, flera dramer, lustspel och romaner, bland annat den sociala romanen A Bélteky-ház (1832). Han verkade ivrigt för nationens såväl andliga som materiella framåtskridande, bland annat genom att i Pest inrätta den första ungerska sparbanken, som ärade hans minne genom ett legat för ungerska författare.